# Pedro Cateriano
Pedro Álvaro Cateriano Bellido (sinh ngày 26 tháng 6 năm 1958) là luật sư, chính trị gia Peru, giữ chức Thủ tướng Peru từ ngày 2 tháng 4 năm 2015. Ông từng là Bộ trưởng Bộ Quốc phòng nhiệm kỳ từ tháng 7 năm 2012 đến tháng 4 năm 2015.
Tháng 4 năm 2015, Ông được Tổng thống Ollanta Humala bổ nhiệm làm Thủ tướng của Peru